# Stiepan Odujew
Stiepan Fiodorowicz Odujew (ros. Степан Фёдорович Одуев; ur. 28 września 1918, zm. 2012) – radziecki i rosyjski historyk filozofii, doktor nauk filozoficznych.

## Życiorys
Ukończył studia na wydziale historii Moskiewskiego Uniwersytetu Państwowego i podjął studia na  aspiranturze. Swoją pracę kandydacką poświęcił filozofii Friedricha Nietzschego. W latach 1957–1974 pracował w Instytucie Filozofii Akademii Nauk ZSRR, gdzie przeszedł drogę od starszego pracownika naukowego do zastępcy dyrektora. Od 1974 roku był profesorem Akademii Nauk Społecznych przy KC KPZR. 

## Wybrane publikacje
Publikacje książkowe
- Одуев С. Ф. Ницшеанство. — М., 1959.
- Одуев С. Ф. Тропами Заратустры. — М.: Мысль, 1971, 1976. — 429 с.

Podręczniki
- Historia filozofii. Pod redakcją M.A. Dynnika, M.T. Jowczuka, B.M. Kiedrowa(inne języki), M.B. Mitina, T.I. Ojzermana i A.F. Okułowa(inne języki). T. III: Lata czterdzieste — dziewięćdziesiąte XIX w. Cz. 1. Warszawa: Książka i Wiedza, 1963. (pol.). Brak numerów stron w książce

Przekłady na polski
- Odujew, S. F., "Fenomenologia i nietscheaizm" (Nietzsche and Phenomenology), (Translation from Russian), in J. Kuczyński (ed.), Fenomenologia Romana Ingardena, Warszawa: 1972, pp. 445-456.